# 亚历山大·乌斯宾斯基
亚历山大·伊万诺维奇·乌斯宾斯基（羅馬化：Aleksandr Ivanovich Uspenskiy；1902年2月27日—1940年1月27日），蘇聯政治人物，西西伯利亚地区内务人民委员部副部长、乌克兰苏维埃社会主义共和国内务人民委员部部长、乌克兰苏维埃社会主义共和国三人法庭的成员，积极推动斯大林发起的“大清洗”，导致乌克兰有36,000人被逮捕。1938年，伪造自杀场面前往边远地区避难。1939年在车里雅宾斯克州米阿斯遭到逮捕。1940年，被苏联最高法院军事审判庭判处枪决。